# Østen for solen
Østen for solen er det andet studiealbum fra det dansk pop-rockorkester Moonjam. Det blev udgivet i 1988 og indeholder et af gruppens store hits, "Østen for solen".

## Spor
Alle numre er skrevet af eller i samarbejde med Morten Kærså.
1. "Shaida" - 4:31
2. "Fredag Nat - Mandag Morgen" - 3:50
3. "For Dig Og Mig" - 4:34
4. "Flamberede Hjerter" - 2:45
5. "Det' Ikke Min Krig" - 4:46
6. "Østen For Solen" - 4:46
7. "Sådan Er Det Bare" - 4:22
8. "Vesten For Månen" - 0:42
9. "Beset Og Bezat" - 4:41
10. "Emil" - 4:24

| Musik | Spire Denne musikartikel er en spire som bør udbygges. Du er velkommen til at hjælpe Wikipedia ved at udvide den. |